# Andy Stevenson
Andy Stevenson (20 de septiembre de 1967) es un director de equipo británico de Fórmula 1. Actualmente es el director deportivo del equipo Aston Martin. Es el segundo esposo de Joanna Shields.

## Carrera
Después del éxito en la Fórmula 3 y la Fórmula 3000 con Eddie Jordan Racing, a principios de la década de 1990, Stevenson ascendió de rango después de que Jordan ingresara a la Fórmula 1. Habiendo sido Jefe de Mecánicos, asumió las responsabilidades de director deportivo en 2005.
En su puesto actual, Stevenson representa al equipo en las conversaciones con la FIA y el Grupo de Trabajo Deportivo, además de gestionar las operaciones del garaje.